# Jean Merley
Jean Merley, né le 6 octobre 1927 à Saint-Étienne et mort le 17 février 2017 à Saint-Priest-en-Jarez, est un historien, professeur d'histoire à l'Université de Saint-Étienne, cofondateur de cette Université et fondateur du Centre de recherches historiques et directeur du Centre interdisciplinaire d'études et de recherche sur les structures régionales.

## Biographie
Jean Merley nait dans une famille stéphanoise d’arquebusiers et de fabricants de canons, connue depuis le milieu du XVe siècle.
Professeur d’histoire aux lycées de Roanne puis de Clermont-Ferrand et enfin du Puy-en-Velay, il rédige et soutient une thèse de doctorat d’histoire La Haute-Loire, de la fin de l'Ancien régime aux débuts de la Troisième République (1776-1886). Nommé successivement assistant d'histoire à l'Université de Lyon, détaché au Collège littéraire universitaire de Saint-Étienne, maître de conférences entre 1970 et 1977 à l’université de Saint-Étienne, dont il participe à la création en 1969, il est nommé, en janvier 1977, professeur titulaire d’histoire moderne et contemporaine, poste qu'il occupe jusqu'en 1996. Il fonde le Centre de recherches historiques et assure, en 1974, la direction du Centre interdisciplinaire d’études et de recherche sur les structures régionales. Il est directeur de la publication les Cahiers de la Haute-Loire.

## Publications
- La Haute-Loire, de la fin de l'Ancien régime aux débuts de la troisième République, thèse de Lettres. Lyon II. 1973, Cahiers de la Haute-Loire, 625 p.
- Forez mémoire, préface de Maurice de Meaux, ill. Philippe Malot, Saint-Étienne, 1996, Édi Loire, 126 p.
- Histoire des eaux minérales de Saint-Galmier, Saint-Étienne, 1983, Centre interdisciplinaire d'études et de recherche sur les structures régionales, 381 p. (co-auteur Jacqueline Bayon-Tollet)
- L'industrie en Haute-Loire de la fin de la Monarchie de Juillet aux débuts de la Troisième République, préface de Pierre Léon, Lyon 1972, Centre d'histoire économique et sociale de la région lyonnaise, Centre Pierre Léon, 451 p.
- Saint-Bonnet-le-Château : de l'Ancien régime à la Belle époque, Saint-Étienne, 1979, Université de Saint-Étienne, 133 p. (co-auteur Jean-Paul Bourgier)
- La Verrerie B.S.N. de Veauche, histoire d'une entreprise forézienne, Saint-Étienne, 183, Centre interdisciplinaire d'études et de recherches sur les structures régionales, 292 p. (co-auteur Monique Luirard)[6]
- Histoire de Saint-Etienne (dir.), Privat, Collection Univers de la France, 1995, 318 p[7].
- Une source capitale de l'histoire urbaine au XVIIIe et au XIXe siècles : la documentation fiscale in Images et pratiques de la ville (vers 1500-vers 1840) Numéro 1 de Cahiers de l'IERP, Institut des Etudes Régionales et des Patrimoines Saint-Etienne.

Articles publiés dans les Cahiers de la Haute-Loire
- Le Velay dans la première partie du XVIIIe siècle. Les mandements vellaves et l’enquête de 1734 sur la capitation (1965), lire en ligne sur Gallica
- La contribution de la Haute-Loire à la formation de la population stéphanoise au milieu du XIXe siècle (1966)lire en ligne sur Gallica
- Le rapport du Préfet Lamothe sur la situation en Haute-Loire au début du Consulat (1968) [lire en ligne sur Gallica
- Les revenus de l’Hôtel-Dieu et de l’Hôpital Général du Puy à la fin du XVIIIe siècle (1970) lire en ligne sur Gallica
- Le mémoire Chèvremont sur la situation de la Haute-Loire au début du Second Empire (1971) lire en ligne sur Gallica
- Le Monastier à la fin du XVIIIe siècle (1973) lire en ligne sur Gallica
- Langeac au milieu du XVIIIe siècle (1975) lire en ligne sur Gallica
- Misère et fausse-monnaie en Velay à la fin du règne de Louis XIV (1977) lire en ligne sur Gallica
- Brioude à la fin de l’Ancien Régime. Activités et aspects sociaux (2009)

Articles publiés dans l'Almanach de Brioude
- « Une paroisse de la Margeride ; Cronce à la fin de l'Ancien régime », Almanach de Brioude, Brioude,‎ 1967